# Aşağıhomurlu, Akpınar
Aşağıhomurlu là một thị trấn thuộc huyện Akpınar, tỉnh Kırşehir, Thổ Nhĩ Kỳ. Dân số thời điểm năm 2010 là 750 người.